# 高橋美恵子 (画家)
高橋 美恵子（たかはし みえこ）は、北海道札幌市出身の日本の画家である。アート未来会員。

## 来歴
北海道美術専門学校（現・北海道芸術デザイン専門学校）を卒業後、グラフィックデザイナーとしての活動歴がある。30歳より油彩を始めた。

## 賞歴
- 2003年 - 三多摩美術家展　立川市長賞
- 2006年 - アート未来　奨励賞[5]
- 2011年 - 神奈川美術協会　優秀賞
- 2013年 - アート未来　秀作賞[5]
- 2015年 - 神奈川美術協会　秀作賞[6]
- 2016年
  - マスターズ大東京展　準グランプリ
  - 韓国HMA芸術祭　国際芸術大賞
  - 新院展　国際大賞[7]
- 2017年 - マスターズ大東京展　総裁賞
- 2018年 - 東京都　都議会議長賞[8]

## 主な展覧会
- 2008年 - 高橋美恵子展　Hawaii 海・空 series
- 2009年 - ＳＯＡＲ展
- 2010年
  - 第33回神奈川美術協会公募展
  - 第15回国際公募アート未来展
- 2011年
  - 第34回神奈川美術協会公募展
  - 第16回国際公募アート未来展
  - 第22回2011神奈美会員展
- 2017年
  - 上海風月舎画廊 (上海, 中国)
  - Caelum Gallery (ニューヨーク, アメリカ)
  - ART INTERNATIONAL ZURICH (チューリッヒ, スイス)
- 2018年
  - Art Expo LAS VEGAS (ラスベガス, アメリカ)
  - Caelum Gallery (ニューヨーク, アメリカ)
  - Galerie Bohner (マンハイム, ドイツ)[9]
  - 高橋美惠子絵画展 Life force[10]
- 2019年
  - Caelum Gallery (ニューヨーク, アメリカ)
  - ART INTERNATIONAL ZURICH (チューリッヒ, スイス)[11]
- 2020年 - Galerie Bohner (マンハイム, ドイツ)